# Прокофьев, Владимир Иванович
Владимир Иванович Прокофьев (7 ноября 1951, Свердловск — 14 ноября 2020, Екатеринбург) — советский хоккеист, защитник. Мастер спорта СССР (1969), заслуженный тренер России (1993).

## Биография
Воспитанник свердловской хоккейной школы «Юность», тренер Пётр Петров.
Десять сезонов (1969/70 — 1978/79) провёл в составе свердловского «Автомобилиста», с 1976 года — капитан команды; в сезонах 1969/70, 1972/73, 1977/78 — 1978/79 играл в высшей лиге. С 1979 года — в команде первой лиги «Рубин» Тюмень, с 1981 года — играющий тренер команды, в 1983 году завершил карьеру игрока.
Победитель юниорского чемпионата Европы (1970).
В 1984—1987 годах — тренер, в 1988—1990 годах — главный тренер свердловского «Луча», который в 1988 году вывел в первую лигу. В 1992—1995 годах — тренер «Автомобилиста», где помогал заканчивавшему игровую карьеру в «Луче» Виктору Кутергину. Ушёл с тренерской работы по состоянию здоровья. Работал директором ледового Дворца спорта профсоюзов, возглавлял Екатеринбургский зоопарк.
Скончался 14 ноября 2020 года. Похоронен на Широкореченском кладбище.